# Копылье (река)
Копылье — река в Быстринском районе Камчатского края России. Является правым притоком реки Ича. Берёт начало на северных склонах горы Центральная (1809 м.) Срединного хребта, протекает в юго-западном направлении.
Длина реки — 45 км. Впадает в реку Ича слева на расстоянии 188 км от её устья.
Притоки:
объекты перечислены по порядку от устья к истоку (км от устья: ← левый приток | → правый приток | — объект на реке):
- 2 км: ← Дальний[5]
- 4 км: ← Элкевая
- 11 км: → Ага
- (? км): ← Вековой
- (? км): ← Звонкий[5]
- 28 км: ← Волнистый[6]
- 28 км: — п. Агинский
- (? км): → Узкий[3]
- (? км): ← Васильевский[6]

По данным государственного водного реестра России относится к Анадыро-Колымскому бассейновому округу.
Код водного объекта — 19080000212120000030126